# Districte de Mittlerer Erzgebirgskreis
El Districte de Mittlerer Erzgebirgskreis (en català, "Districte de les Muntanyes Metal·líferes Centrals") va ser, entre 1994 i 2008, un Landkreis (districte) situat al sud-oest del land (estat federat) de Saxònia, a (Alemanya. Limitava al nord amb el districte de Freiberg, al sud amb la República Txeca (Regió de Karlovy Vary), al sud-oest i oest amb el districte d'Annaberg, a l'est amb el districte de Stollberg i al nord-oest amb la ciutat de Chemnitz. La capital es trobava a la ciutat de Marienberg.

## Història
El Mittlerer Erzgebirgskreis es va formar l'1 d'agost del 1994 amb els extints districtes de Marienberg i Zschopau, i va subsistir fins a l'1 d'agost de 2008, data en la qual, en el marc d'una nova reforma de l'administració territorial de Saxònia, va quedar integrat en el nou districte de les Muntanyes Metal·líferes.

## Composició del districte
(Habitants a 30 de Setembre 2006)
| Ciutats 1. Marienberg (14.229) 2. Zschopau, Großi Kreisstadt (11.568) 3. Olbernhau (10.952) 4. Lengefeld (4.842) 5. Wolkenstein (4.325) 6. Zöblitz (3.072) | Municipis 1. Amtsberg (4.293) 2. Pockau (4.267) 3. Gornau/Erzgeb. (4.062) 4. Großrückerswalde (3.968) 5. Drebach (3.613) 6. Großolbersdorf (3.174) 7. Pfaffroda (3.086) 8. Seiffen/Erzgeb., Kurort (2.677) 9. Venusberg (2.370) 10. Pobershau (2.079) 11. Borstendorf (1.471) 12. Grünhainichen (1.374) 13. Waldkirchen/Erzgeb. (1.200) 14. Deutschneudorf (1.177) 15. Börnichen/Erzgeb. (1.101) 16. Heidersdorf (945) |